# Aphileta
Aphileta Hull, 1920 è un genere di ragni appartenente alla famiglia Linyphiidae.

## Distribuzione
Le tre specie oggi note di questo genere sono state rinvenute nella regione olartica: in particolare la A. centrasiatica è endemica del Kazakistan e la A. microtarsa degli USA.
In Italia meridionale sono stati reperiti alcuni esemplari di A. misera .

## Tassonomia
Il nome del genere non era stato considerato valido dall'aracnologo Roewer negli anni cinquanta del secolo scorso; ripristinato e acclarato a seguito di un lavoro di Denis nel 1968.
A maggio 2011, si compone di tre specie:
- Aphileta centrasiatica Eskov, 1995 — Kazakistan
- Aphileta microtarsa (Emerton, 1882) — USA
- Aphileta misera (O. P.-Cambridge, 1882)[4] — Regione olartica